# Centro de Estudos Euro-Regionais
O Centro de Estudos Euro Regionais (CEER) é uma entidade sem fins lucrativos com sede em Braga, constituída pelas universidades de Santiago de Compostela, Vigo, Corunha, Porto, Minho, Trás-os-Montes e Alto Douro, pela Junta de Galiza, Comunidade de Trabalho Galiza-Norte de Portugal e pelo Eixo Atlântico.
Entre as suas principais funções está incluída a procura de sinergias e complementaridades nos eixos académicos universitários da euro-região, com a finalidade de reforçar as relações entre as universidades da Galiza e do Norte de Portugal, com um carácter de pluralidade, integrador, dinamizador e inovador no âmbito do estudo, da análise e do desenvolvimento do quadro euro-regional.